# Serie 1150 de CP
La serie 1150, conocida también como Sentinel, es un tipo de locotractora que es utilizada en Portugal.

## Descripción
Las locotractoras Sentinel entraron en servicio a finales de los años 60, especialmente para prestar servicios auxiliares y de maniobras.
Con la entrada de la nueva legislación de la seguridad ferroviaria, estas locotractoras fueron progresivamente retiradas de servicio, siendo sustituidas en algunos casos por locomotoras de la Serie 1400; algunas de las unidades fueron adquiridas por otros operadores, para servicios auxiliares de maniobra, tales como la Empresa de Mantenimiento de Equipamiento Ferroviario.

## Características técnicas

### Informaciones diversas
- Año de entrada en servicio: 1966[1] / 1967 / 1968
- Tipo de transmisión: Hidráulica
- Naturaleza d servicio: Maniobras
- ancho de via: 1668 mm
- Número de unidades construidas: 36[1]
- Fabricante y tipo de registador de velocidad: Sentinel Waggon Works - solo indicador
- Equipamento de aquecimento eléctrico: No tiene

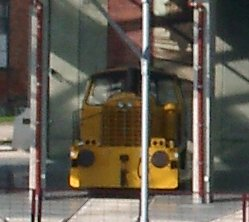
Locotractora de la Serie 1150, aparcada en el Museo Nacional Ferroviario, en el Entroncamento.

### Características generales
- Tipo da locomotora (constructor): 42 t - SR
- Potencia nominal (ruedas): 250 Cv (184 kW)[1]
- Disposición de los ejes: C[1]
- Diámetro de ruedas (nuevas): 1090 mm
- Número de cabinas de conducción: 1 - comando izquierda/derecha
- Areneros (número): 4
- Lubrificadores de verdugos: no tiene
- Fabricante de Sistema de hombre muerto: Rolls Royce

### Características de funcionamiento
- Velocidad máxima: 35 km/h (en régimen de Baja Velocidad) / 58 km/h (en régimen de Alta Velocidad)[1]
- Esfuerzo de tracción:
  - En arranque: 1.400 kg (en régimen de baja Velocidad) / 6 600 kg (en régimen de alta Velocidad)
  - En régimen continuo: no tiene
  - Velocidad correspondiente a régimen continuo: no tiene
  - Esfuerzo de tracción a velocidad máxima: 1.800 kg (en régimen de baja Velocidad) / 1.000 kg (en régimen de alta Velocidad)
- Freno dinámico:
  - Esfuerzo máximo de las ruedas: No tiene
  - Velocidad correspondiente: No tiene

### Partes mecánicas
- Fabricante: Sorefame

### Pesos
- Pesos (en vacío) (T):
  - Motor de tracción: 1,540
  - Conversor Hidráulico: 0,609
  - Puente Inversor: 1,334
  - Bogies completos: 2x7,1
  - Total: 17,863
- Aprovisionamientos (T):
  - Combustible: 1,180
  - Aceite del diesel: 0,045
  - Água de refrigeración:' 0,085 
  - Arena: 0,270
  - Personal y herramientas: 0,200
  - Total: 1,780
- Pesos (total) (T):
  - Peso en vacío: 40,20
  - Peso en marcha: 42,00
  - Peso máximo: 42,00

### Motor diésel de tracción
- Fabricante: Rolls Royce
- Cantidad: 1
- Tipo: C8 TFL MK IV
- Número de tiempos: 4
- Disposición y número de cilindros: 8 Lv
- Diámetro y curso: 130,175 x 152,400 mm
- Cilindrada total: 16,2 I
- Sobrealimentación: Si
- Potencia nominal (U. I. C.): 348 Cv
- Velocidad nominal: 1800 rpm
- Potencia de utilización: 348 Cv

### Sistemas de trabajo
- Fabricante: Laycock Engineering Company
- Freno neumático: Aire comprimido

### Transmisión de movimiento
- Fabricante: Rolls Royce - Alfred Wiseman
- Tipo: 1 - Conversor Hidráulico CF 11500; 1 - Puente Inversora Alfred Wiseman; 15 - DLGB/H
- Características essenciais: Ejes conjugados por bielas; Relación de transmisión: 10,33 (régimen de baja Velocidad) / 6,33 (régimen de alta Velocidad)